# شناخت هنر: در راه یک جهان‌بینی هنری
شناخت هنر: در راه یک جهان‌بینی هنری کتابی است از هوشنگ ایرانی که در دی ۱۳۳۰ در ۳۶ صفحه در تهران منتشر شد. این کتاب حاوی مقالات ادبی و هنری هوشنگ ایرانی و بیان دیدگاه‌های وی در این باب است.

## مضمون اثر
این کتاب اثر مفصلی در باب زیبایی‌شناسی و نقد هنری است و آرای هنری هوشنگ ایرانی در آن آمده است. حرکت او که در این کتاب گردآوری شده از درکی دیگر نسبت به زمان خود بود. درکی که در «خروس جنگی» تحریر می‌شد.
از ویژگی‌های نثر او در مقالاتش نوشتن متون انتقادی با نثری شاعرانه است که بعدها سهراب سپهری و بسیاری دیگر یادداشت‌هایی با همان سبک نثر نوشتند.

## سرفصل مطالب
- مفاهیم
- زیبایی
- آفرینش هنری
- حیات فرم
- هنرمند در برخورد با برون
- ارزش هنری اجتماع
- هنرشناس

## پی‌نوشت
1. ↑  «ایرانی، هوشنگ. شناخت هنر: در راه یک جهان‌بینی هنری. تهران: (بی‌نا)، دی ۱۳۳۰». بایگانی‌شده از اصلی در ۱ اكتبر ۲۰۱۱. دریافت‌شده در ۹ سپتامبر ۲۰۱۱. تاریخ وارد شده در |archive-date= را بررسی کنید (کمک)
2. ↑  ايرانی، اناری و  آتشی، از بنفش تند تا...، ۲۰۷.
3. ↑  جواهری گیلانی، «کبوتر صلح، خروس جنگی...»، فصلنامهٔ گوهران، ش ۷ و ۸، ۱۶.
4. ↑  جواهری گیلانی، «کبوتر صلح، خروس جنگی...»، فصلنامهٔ گوهران، ش ۷ و ۸، ۱۶.
5. ↑  جواهری گيلانی، تاريخ تحليلی شعر نو، ۲:‎ ۶۴۴.